# Leysera leyseroides
Leysera leyseroides là một loài thực vật có hoa trong họ Cúc. Loài này được (Desf.) Maire mô tả khoa học đầu tiên năm 1929.